# Сванська мова
Сванська мова (самоназва ლუშნუ ნინ, лушну нін) — мова сванів. Розповсюджена в північно-західній Грузії в історичній області Сванеті (муніципалітети Местія і Лентехі), а також в Кодорській ущелині в Гульрипського району Абхазії. Загальна кількість мовців: 30 тис. в Сванетії та 2,5 тис. в Абхазії. Історія та періодизація мови не вивчена.

## Історія
Історія
Сванське населення має самоназву шван-яр, а мова отримала назву лушну нін. З чотирьох південнокавказьких або картвельських мов, сванська є однією з найбільш консервативних варіантів. Вважається, що сванська мова відокремилася від решти картвельських у другому тисячолітті до н.е. або навіть раніше, на тисячу років до того, як грузинська розгалузилася на дві інші мови. Тому вона є найбільш відмінною у групі і не розуміється носіями інших трьох (грузинської, лазської та мінгрельської).
Сванська мова, разом з мінгрельською, згадується в словниках, які склав Гюльденштадт у 1770 році.
У 1864 році в Тбілісі було опубліковано так званий «Лушну Анбан», що означає абетку сванською мовою. В цьому виданні зібрані фрази та уривки з Євангелій у сванській, грузинській та російській мовах; алфавіт для сванської, на основі кириличного, був створений Ніжарадзе у його російсько-сванському словнику  в 1910 році.
Грузинський алфавіт легко адаптується для транскрипції сванської. Це був зразок для відтворення матеріалу на сванській мові в небагатьох спеціалізованих працях, виданих у царській Росії для лінгвістів та дослідників фольклору. Пізніше, у радянські часи, дозволялися тільки праці такої тематики на цих картвельських мовах, і, фактично, протягом багатьох років було неможливо опублікувати свансько-грузинський словник.
Навіть у недавні часи ініціативи надати сванській літературний статус не мали особливого успіху. Лише з 1988 року деякі місцеві газети друкували деякі з небагатьох збережених фольклорних текстів.
Вплив інших мов
Вплив грузинської мови патентний як у сванській, так і в інших двох нелітературних картвельських мовах (лазській та мінгрельській). Деякі автори також вважають, що на сванську вплинула адигейська.

## Діалекти
Виділяють 4 діалекти:
- верхньобальський (в Местії, села Ушгулі, Кала, Іпарі, Мулахі, Местіа, Лензері, Лата)
- нижньобальський (в Кодорській ущелині села Бечо, Цхумарі, Ецері, Парі, Чубехі, Лахамі)
- лашхський (в Лентехі)
- лентехський (в Лентехі, села Хеледі, Хопурі, Чхолурі, Рцхмелурі).

Сванська мова є племінною мовою. Літературною та національною мовою сванів є грузинська мова. Наддіалектна форма представлена мовою народної поезії.

## Писемність
Мова є безписемною і ніде не викладається. Грузинське та латинське письмо використовується в лінгвістичних цілях. Однак, ще в 1864 році була видана сванська абетка (лушну анбан) на основі кирилиці: а б в г ҕ д е ж ђ з ӡ h i к ӄ л м н о п ҧ q р с т ტ у х х́ ц წ f ш ѵ.

## Лінгвістична характеристика

### Фонетика
Фонетика мови налічує 34 приголосних та 10 голосних звуків. Наголос — музично-динамічний, рухливий, вільний. Інтонація речення багата, має суттєві діалектні відмінності.